# Tisá
Tisá (en allemand : Tissa, auparavant Tyssa) est une commune du district et de la région d'Ústí nad Labem, en Tchéquie. Sa population s'élevait à 960 habitants en 2021.

## Géographie
Tisá se trouve à 14 km au nord d'Ústí nad Labem et à 85 km au nord-ouest de Prague.
La commune est limitée par l'Allemagne au nord, par Jílové à l'est, par Libouchec au sud et par Petrovice à l'ouest.

## Histoire
La première mention écrite du village date de 1653.

## Transports
Par la route, Tisá se trouve à 17 km d'Ústí nad Labem et à 105 km de Prague.